# Sparta (Tennessee)
Sparta is een plaats (city) in de Amerikaanse staat Tennessee, en valt bestuurlijk gezien onder White County.

## Demografie
Bij de volkstelling in 2000 werd het aantal inwoners vastgesteld op 4599.
In 2006 is het aantal inwoners door het United States Census Bureau geschat op 4809, een stijging van 210 (4,6%).

## Geografie
Volgens het United States Census Bureau beslaat de plaats een oppervlakte van
16,4 km², geheel bestaande uit land. Sparta ligt op ongeveer 390 m boven zeeniveau.

## Plaatsen in de nabije omgeving
De onderstaande figuur toont nabijgelegen plaatsen in een straal van 32 km rond Sparta.